# Tabersonina 16-idrossilasi
La tabersonina 16-idrossilasi è un enzima appartenente alla classe delle ossidoreduttasi, che catalizza la seguente reazione:
tabersonina + NADPH + H+ + O2 ⇄ 16-idrossitabersonina + NADP+ + H2O
L'enzima è una proteina eme-tiolata (P-450).